# 눈물의 기원
《눈물의 기원》은 2006년 4월 15일에 MBC에서 방영한 베스트극장이다.

## 줄거리
영화 주간지 필름메이커 편집장인 석(장현성 분)은 직장후배인 기영(최성민 분)을 통해 사진기자인 은성(옥지영 분)을 만나게 된다. 우연한 기회에 만난 두 사람은 조금씩 서로에게 필요한 무엇인가를 가지고 있다는 느낌을 받게 된다. 하지만 이미 석에겐 가정이 있었고 은성에게도 오랜시간 자신을 지켜준 친구 기영이 있다.

## 등장 인물

### 주요 인물
- 장현성 : 김석 역 - 필름메이커 편집장
- 옥지영 : 이은성 역 - 필름메이커 사진기자
- 최성민 : 박기영 역 - 필름메이커 기자
- 서재경 : 최요한 역 - 신예독립 영화 감독

### 그 외 인물
- 박형선 : 김 기자 역
- 정석규 : 정 기자 역
- 박태진 : 최 기자 역

### 특별출연
- 남궁연 : 영화 감독 역